# Collix mesopoia
Collix mesopoia är en fjärilsart som beskrevs av Louis Beethoven Prout 1932. Collix mesopoia ingår i släktet Collix och familjen mätare. Inga underarter finns listade i Catalogue of Life.